# Ribeira de Cuncos
A ribeira de Cuncos é um ribeira de Portugal, afluente do Rio Guadiana. Na parte final do seu percurso delimita uma secção da fronteira Espanha-Portugal, não reconhecida oficialmente devido à Questão de Olivença.